# Rhaphuma consona
Rhaphuma consona är en skalbaggsart som beskrevs av Holzschuh 1991. Rhaphuma consona ingår i släktet Rhaphuma och familjen långhorningar. Inga underarter finns listade i Catalogue of Life.